# Nationalpark Carrasco
Der Nationalpark Carrasco (Parque Nacional Carrasco) ist ein 1991 ausgewiesener Nationalpark in Bolivien in der Provinz Chapare. Er grenzt im Osten an den Nationalpark Amboró. Seine Fläche beträgt 6226 km². Das Gebiet des Nationalparks befindet sich in 280 bis 4717 Meter Meereshöhe. Der enorme Höhenunterschied beschert dem Nationalpark eine große Anzahl verschiedener Ökosysteme.

## Klima
Das Klima ist kalt bis gemäßigt in den höheren Lagen des Südens, bis warm in den niederen Lagen des Nordens. Die Niederschlagsmenge beträgt 5000 Millimeter.

## Fauna
Im Park wurden 382 Tierarten registriert, von denen 51 zu den höheren Säugetieren zählen. Zu den bedeutenderen Tieren gehören Jaguar, Bergkatze, Brillenbär, Nordandenhirsch (Hippocamelus antisiensis) sowie zahlreiche Vogelarten.

## Flora
Im Nationalpark Carrasco gibt es vermutlich 3000 bis 5000 Pflanzenarten. 600 Arten wurden bisher gefunden, darunter Polylepis rugulosa, Polylepis racemosa, Weinmannia boliviana.